# Padarovce
Padarovce jsou obec na Slovensku. Leží v okrese Rimavská Sobota v Banskobystrickém kraji. Žije zde 149 obyvatel.